# Mammillaria flavicentra
Mammillaria flavicentra (укр. Мамілярія жовтоцентрова, Мамілярія флавіцентра) —сукулентна рослина з роду мамілярія (Mammillaria) родини кактусових (Cactaceae).

## Етимологія
Видова назва походить від лат. flavi — жовтий і лат. centra — центр.

## Систематика
Вперше рослина була описана як окремий вид німецьким дослідником кактусів Куртом Бакебергом у 1963 році у виданні «Descriptiones Cactacearum Novarum». Проте не всі систематики погодились з таким таксономічним рангом цього кактуса. Мексиканський ботанік Леонардо Улісес Гузман Круз (ісп. Leonardo Ulises Guzmán Cruz) відніс його до рангу підвиду Mammillaria dixanthocentron (Mammillaria dixanthocentron subsp. flavicentra).
Згідно із сучасною класифікацією Андерсона Мамілярія флавіцентра виділена в окремий вид. Проте в деяких джерелах вона описана як підвид, зокрема на сайті «The Plant List».
Відрізняється від Mammillaria dixanthocentron яскравішими квітами — насичено рожевими, до червоного відтінку.

## Загальна біоморфологічна характеристика
Рослини поодинокі.
| Орган              | Опис |
| Коріння            | |
| Стебло             | булавоподібне до циліндричного, до 18 см заввишки, в діаметрі 9—10 см, часто росте в скелястих тріщинах, зростає повільно. |
| Епідерміс          | |
| Маміли             | пірамідальні, без молочного соку.                                                                                          |
| Ареоли             | |
| Аксили             | з пухом, особливо на зростаючій верхівці рослини.                                                                          |
| Центральні колючки | 4—6, жовтуваті, приблизно 5—6 мм завдовжки.                                                                                |
| Радіальні колючки  | 22—24, склоподібно-білі, завдовжки 2—4 мм.                                                                                 |
| Квіти              | маленькі, червоні, в діаметрі 3—4 мм.                                                                                      |
| Бутони             | |
| Зовнішні пелюстки  | |
| Внутрішні пелюстки | |
| Тичинки            | |
| Маточка            | |
| Плоди              | булавоподібні, рожеві вгорі, білувато-зелені внизу, до 15 мм завдовжки.                                                    |
| Насіння            | коричневе. |

## Ареал
Енденмічна рослина Мексики. Ареал охоплює штати Оахака і Пуебла, на висоті від 1 250 до 2 250 метрів над рівнем моря. Часто росте в тріщинах скель, буває майже горизонтально на схилах скель. Зустрічаються в тому ж районі, що і Mammillaria dixanthocentron, але на відстані в декілька миль.

## Охоронні заходи
Mammillaria flavicentra входить до Червоного Списку Міжнародного Союзу Охорони Природи видів, даних про які недостатньо (DD). Зростає у біосферному заповіднику Теуакан-Куїкатлан.
Охороняється Конвенцією про міжнародну торгівлю видами дикої фауни і флори, що перебувають під загрозою зникнення (CITES).

## Утримання в культурі
Цей вид мамілярій простий для вирощування і легко досягти цвітіння, але росте не досить швидко. Потребує регулярного поливу влітку, але не без застою води через схильність до гнилі. Можна підживлювати калійними добривами в літній час. Потрібний посуд з гарним дренажем і дуже пористий субстрат. Сухе утримування взимку. Потрібно уникати морозу.